# رافاييل بوينتي
رافاييل بوينتي (بالإسبانية: Rafael Puente)‏ هو لاعب كرة قدم ومدرب كرة قدم مكسيكي في مركز حراسة المرمى، ولد في 5 فبراير 1950 في مدينة مكسيكو في المكسيك. شارك مع منتخب المكسيك لكرة القدم. أما مع النوادي، فقد لعب مع نادي أتلانتي ونادي أمريكا.

## وصلات خارجية
- رافاييل بوينتي على موقع الاتحاد الدولي (مؤرشف)  (الإنجليزية)
- رافاييل بوينتي على موقع ناشيونال فوتبول تيمز (الإنجليزية)